# Московско-новгородская война (1477—1478)
Моско́вско-новгоро́дская война (1477—1478) — последний  военный конфликт между Великим княжеством Московским и Новгородской республикой, имевший место с 9 октября 1477 года по 15 января 1478 года и завершившийся падением Новгорода и присоединением его и контролируемых им территорий к Москве и Владимиру.

## Предпосылки
После военного успеха государя всея Руси и Великого князя Московского Ивана III во Второй Московско-новгородской войне, завершившейся разгромом новгородского ополчения в Шелонской битве и подписанием Коростынского мира, Великий Новгород впал в ещё большую зависимость от Москвы. Новгородский посадник Дмитрий Борецкий был казнён по приказу государя, великого князя московского и владимирского, а Новгородская республика передала Москве часть своих земель, отказалась от союза с Великим князем Литовским и королём Польским Казимиром IV и обязалась выплатить московскому князю 15,5 тысяч рублей за военные издержки (при том, что цена крестьянских дворов в то время составляла два — три рубля). Кроме того, Новгород объявлялся вотчиной Ивана III, что давало ему право суда над новгородцами.
Усиление зависимости Новгорода от Москвы вызывало противоречия внутри республики. В 1475 году Иван III отправился в поездку по Новгородской земле. 23 ноября того же года, сопровождаемый большим количеством свиты, он въехал в Новгород, играя роль справедливого судьи и защитника обиженных. В результате этой поездки многие бояре были арестованы и частично переправлены в Москву. В декабре 1475 года Иван III посетил дома крупных новгородских бояр: Коробова, Казимира, а также богатой боярыни Анастасии Григорьевой, однако отказался посещать дом Марфы Борецкой, опасаясь враждебных действий с её стороны.
Ситуация достигла критической фазы, когда весной 1477 года новгородские послы, прибывшие в Москву, признали Ивана III своим государем. Это означало безоговорочное подчинение Новгорода власти Великого князя. В ответ Иван III потребовал предоставить ему право прямого управления Новгородом, ликвидировав самостоятельность республики. Однако, как оказалось, посольство было отправлено по инициативе не всех новгородцев, а нескольких промосковских бояр, стремившихся к скорейшему присоединению Новгорода к Москве.

## Ход войны

### Начало похода
Иван III принял решение о начале нового похода в Новгородскую землю. 9 октября 1477 года московские войска выступили в направлении Новгорода. Новгородское войско не вышло из города. Сопротивление новгородцев возглавила Марфа Борецкая — вдова посадника Исаака Борецкого и мать убитого в 1471 году посадника Дмитрия Борецкого. Несмотря на то, что де-юре Новгородским посадником был Фома Курятник, многие историки считают, что последней эту должность занимала именно Марфа.
27 ноября Иван III вплотную приблизился к Новгороду, но не спешил его штурмовать. Новгородское войско тоже не вышло из города.

### Переговоры
Чтобы облегчить свою участь, новгородцы 5 декабря 1477 года вступили в переговоры с Иваном III . Однако Иван III на попытку Новгорода договориться с ним ответил: «Знайте же, что в Новгороде не быть ни вечевому колоколу, ни посаднику, а будет одна власть государева, как в стране московской». Тем временем город был расколот надвое: одни жители Новгорода были готовы защищать его от москвичей, а другие — отказывались участвовать в отражениях атак московских воинов. Нестабильность в Новгороде сопровождалась начавшимся голодом. Поняв, что московский князь настроен решительно, новгородцы в конце концов сдались. Понтонный мост через Волхов построил А. Фиораванти. 4 января 1478 года Иван III потребовал, чтобы ему отдали половину владычных и монастырских волостей и все новоторжские волости. 6 января 1478 года новгородские бояре приняли эти условия, сохранив таким образом свои вотчины. 13 января 1478 года было объявлено о подчинении Новгорода Ивану III   а 15 января 1478 года московские войска во главе с Иваном III вступили в город.

## Итог
По прибытии в город москвичи выслали часть боярских семей на территорию Московского княжества. В знак упразднения новгородского вече вечевой колокол — символ независимости Новгорода — был увезён в Москву. Марфа-посадница в 1479 году была увезена из Новгорода вместе с внуком и впоследствии пострижена в монахини. Иван III приказал конфисковать земли, принадлежавшие Марфе Борецкой, а также вотчины новгородского епископа и 6 крупных монастырей. Существовавшая на протяжении трёх веков республика была ликвидирована.
- К. В. Лебедев. «Марфа Посадница. Уничтожение новгородского веча».
- А. Д. Кившенко. «Отправка Марфы Посадницы и вечевого колокола в Москву».